# Tenamaxtlán
Tenamaxtlán è un comune del Messico, situato nello stato di Jalisco.